# Seleniolycus robertsi
Seleniolycus robertsi är en fiskart som beskrevs av Møller och Stewart 2006. Seleniolycus robertsi ingår i släktet Seleniolycus och familjen tånglakefiskar. Inga underarter finns listade i Catalogue of Life.